# Gastão Formenti
Gastão Formenti (Guaratinguetá, 24 de junho de 1894 — Rio de Janeiro, 27 de maio de 1974) foi um pintor, desenhista, mosaicista, vitralista e cantor brasileiro.
Filho do italiano Cesare Formenti, pintor, decorador e cantor lírico amador, e irmão da escultora Sara Formenti.
Em 1895, sua família se transferiu para São Paulo. Fez o primário na Escola Filorette Fondacari, em São Paulo, e o secundário no Ginásio São Bento, no Rio de Janeiro. Aos nove anos, começou a estudar pintura com o pai e com Pietro Strina. Em 1910, transferindo-se com a família para o Rio de Janeiro, passou a trabalhar com o pai em pintura e, a 25 de fevereiro de 1920, casou-se com Otília de Oliveira.

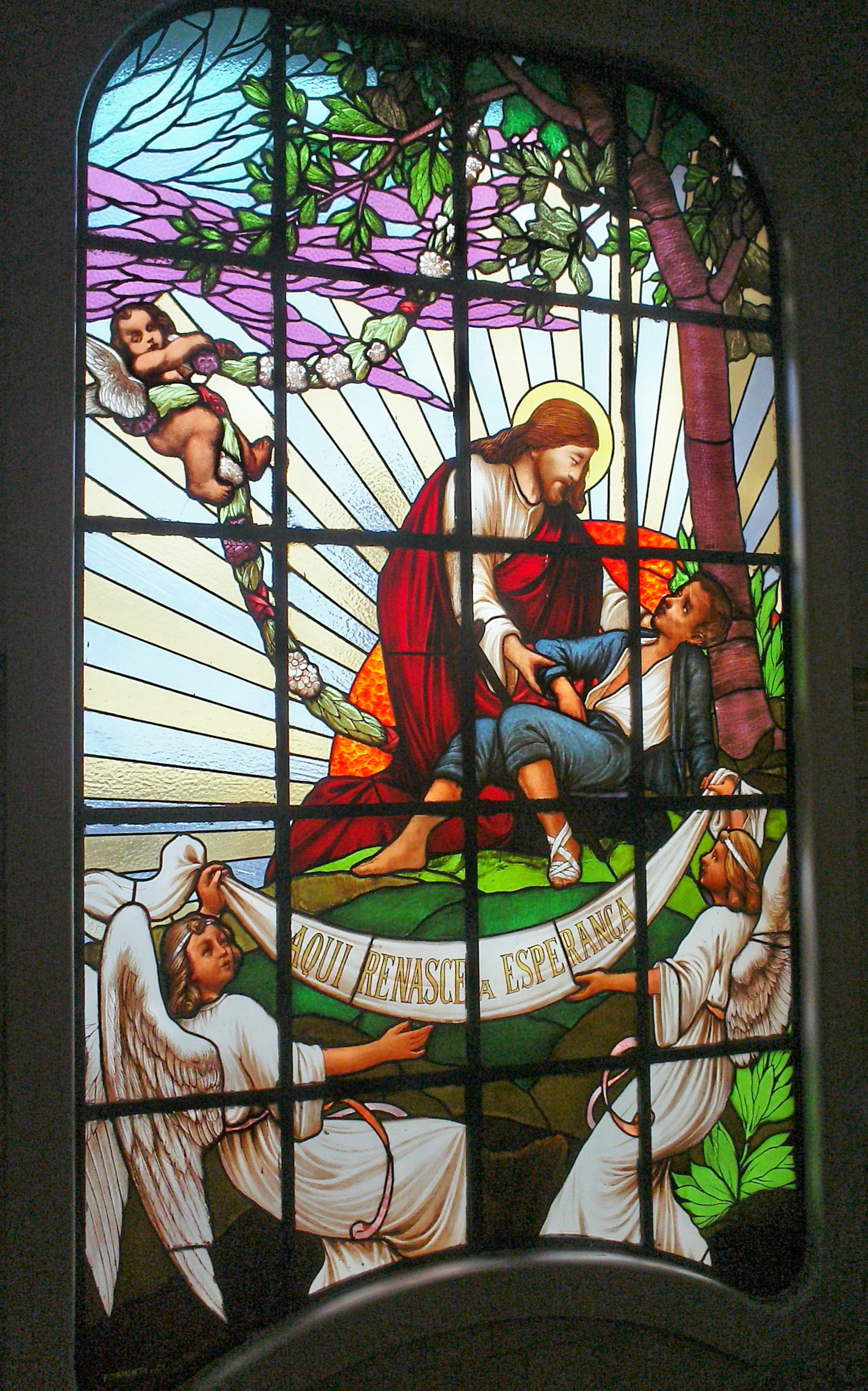
Vitral art nouveau de Gastão Formenti no Hospital dos Lázaros, São Cristóvão, Rio de Janeiro, inaugurado em 1920 com a inscrição "Aqui Nasce a Esperança"

Vitrais de Gastão Formenti encontram-se na Igreja de São Domingos, em Niterói, no hall do Edifício Orania, em Copacabana, em mausoléus do Cemitério da Penitência, no Caju, no Hospital dos Lázaros de São Cristóvão e na cúpula de vitral do Palácio Tiradentes.

## Carreira musical
Gastão começou sua carreira de cantor em 1927, aos 33 anos; instigado pelo escritor Gastão Penalva, apresentou-se na Rádio Sociedade do Rio de Janeiro, cantando a canção "Ontem ao Luar" (Catulo da Paixão Cearense e Pedro de Alcântara). No mesmo ano, foi contratado pela gravadora Odeon, que havia pouco inaugurara a gravação elétrica no Brasil. Em seu primeiro disco, gravou o motivo popular "Anoiteceu" e o tango sertanejo "Cabocla Apaixonada", de Marcelo Tupinambá e Gastão Barroso. Em seguida, gravou composições de Joubert de Carvalho, como as toadas "Canarinho", "Rolinha", "Sabiá Mimoso" e o maxixe "Boca Pintada". Em suas primeiras gravações, foi acompanhado ao violão por Rogério Guimarães.
Nos primeiros três anos de sua carreira musical, lançou discos tanto pela Odeon quanto por sua subsidiária, a Parlophon, onde, aliás, obteve seu primeiro grande sucesso: "Casa de Caboclo", canção de Hekel Tavares e Luís Peixoto sobre motivos de Chiquinha Gonzaga.
Ao lado de Carmen Miranda, foi o primeiro cantor brasileiro a assinar um contrato com uma rádio, a Mayrink Veiga, em 1930. No mesmo ano, porém, transferiu-se para a Rádio Transmissora. Trocou também de gravadora; saindo da Odeon, passou para a Brunswick e, após gravar um único disco pela Columbia em fevereiro de 1931, foi contratado pela Victor, através da qual lançou várias músicas da dupla Joubert de Carvalho e Olegário Mariano, como o cateretê "De Papo pro Á", a canção "Zíngara" e o fox "Beduíno". Em junho de 1932, gravou a canção "Maringá" (Joubert de Carvalho), um grande sucesso que, mais tarde, daria nome à cidade paranaense.
Entre 1934 e 1935, lançou várias composições de Valdemar Henrique. Nesse ano, passou a atuar no Rádio Clube do Brasil e, em 1937, voltou a gravar pela Odeon.
Começou a se afastar da carreira de cantor a partir de 1940. Entre esse ano e o seguinte, gravou apenas dois discos. Passou a se dedicar mais à pintura, área em que também se destacou. Voltou a gravar somente seis anos depois, lançando a valsa "Não Vale Recordar" (José Conde e Mário Rossi) e a toada-rumba "Lua Malvada" (Saint-Clair Senna).
Em 1952, agora na Victor, regravou "Nhá Maria" e "Trovas de Amor" (ambas de Joubert de Carvalho) e, em 1956, na Sinter, relançou "De Papo pro Á" e "Maringá". Em 1959, a RCA Victor regravou seus grandes sucessos no LP "Quadros Musicais". Após esse lançamento, retirou-se definitivamente da vida musical.

### Sucessos
| Título                    | Autor(es)                                                       | Ano  |
| ------------------------- | --------------------------------------------------------------- | ---- |
| A Vida É Boa…             | Saint-Clair Sena                                                | 1937 |
| Anoitecer                 | Motivo Popular                                                  | 1927 |
| Beduíno                   | Joubert de Carvalho e Olegário Mariano                          | 1932 |
| Bem-Te-Vi                 | Sinhô                                                           | 1928 |
| Boca Pintada              | Joubert de Carvalho                                             | 1927 |
| Boi-Bumbá                 | Valdemar Henrique                                               | 1935 |
| Cabocla Apaixonada        | Marcelo Tupinambá                                               | 1928 |
| Cai, Cai, Balão           | Joubert de Carvalho e Olegário Mariano                          | 1929 |
| Casa de Caboclo           | Hekel Tavares e Luís Peixoto sobre motivos de Chiquinha Gonzaga | 1928 |
| Cobra Grande              | Valdemar Henrique                                               | 1935 |
| Coração, por Que Soluças? | José Maria de Abreu e Saint-Clair Sena                          | 1937 |
| De Papo pro Á             | Joubert de Carvalho e Olegário Mariano                          | 1931 |
| Foi Boto, Sinhá           | Valdemar Henrique                                               | 1934 |
| Folhas ao Vento           | Milton Amaral                                                   | 1934 |
| Glória                    | Bonfiglio de Oliveira e Branca Coelho                           | 1931 |
| Jóia Falsa                | Osvaldo Santiago                                                | 1934 |
| Lua Branca                | Chiquinha Gonzaga                                               | 1929 |
| Maria Fulô                | Leonel Azevedo e Sá Róris                                       | 1937 |
| Maringá                   | Joubert de Carvalho                                             | 1932 |
| Meu Sofrer (Queixumes)    | Henrique Brito e Noel Rosa                                      | 1930 |
| Minha Boneca              | Luís Lamego e Paulo Barbosa                                     | 1938 |
| Na Serra da Mantiqueira   | Ari Kerner                                                      | 1932 |
| Não Sei para Que Viver    | Saint-Clair Sena                                                | 1939 |
| Nhá Maria                 | Joubert de Carvalho                                             | 1928 |
| Olhos Tristes             | Jararaca e Vicente Paiva                                        | 1938 |
| Sabiá Mimoso              | Joubert de Carvalho                                             | 1927 |
| Samba da Saudade          | Ronaldo Lupo e Saint-Clair Sena                                 | 1934 |
| Suçuarana                 | Hekel Tavares e Luís Peixoto                                    | 1928 |
| Tutu Marambá              | Joubert de Carvalho e Olegário Mariano                          | 1929 |
| Zíngara                   | Joubert de Carvalho e Olegário Mariano                          | 1931 |

## Recepção crítica da pintura
Na 24ª edição da Exposição Geral de Belas Artes, em 1917, o escritor e crítico Monteiro Lobato elogiou a obra Tarde no Leblon, ressaltando sua "frescura das tintas e excelência do céu". Nesta ocasião, o Formenti de apenas 21 anos já demonstra a inclinação que o tornaria um destacado paisagista, atividade que continuaria até a metade da década de 1960.
Durante sua carreira, Gastão cria diversas marinhas de praias cariocas, como Iate Clube do Rio de Janeiro (1951), Paquetá (1958) e Praia da Gávea (1963). Essas obras seguem o modelo tradicional da pintura de paisagem marinha, apresentando uma estreita faixa de terra em primeiro plano (a praia), seguida pela área do mar, com outra faixa de terra (as montanhas) ao fundo, e, por último, o céu. A "excelência do céu" mencionada por Lobato é claramente visível nessas obras, onde o artista demonstra habilidade em capturar os reflexos de luz nas nuvens em diferentes momentos do dia e sob diversas condições climáticas.
Em Luz e Sombra, Gávea (1935), Formenti também explora a luz sobre a terra. A composição é estruturada como se o artista estivesse observando a cena sob uma grande árvore, apresentando, em primeiro plano, uma ampla área em sombra, que contrasta com a zona iluminada em verde e amarelo na parte superior do quadro. Além de habilidade no uso das cores, a pintura revela uma astúcia na organização da obra, ao opor a área iluminada à esquerda a uma bananeira sombria à direita, garantindo o equilíbrio da composição.

## Exposições
| Exposição                                               | Data                   |
| ------------------------------------------------------- | ---------------------- |
| 20ª Exposição Geral de Belas Artes                      | 1913                   |
| 21ª Exposição Geral de Belas Artes                      | 1914                   |
| 22ª Exposição Geral de Belas Artes                      | 1915                   |
| 23ª Exposição Geral de Belas Artes                      | 1916                   |
| 24ª Exposição Geral de Belas Artes                      | agosto de 1917         |
| 25ª Exposição Geral de Belas Artes                      | agosto de 1918         |
| 26ª Exposição Geral de Belas Artes                      | agosto de 1919         |
| 27ª Exposição Geral de Belas Artes                      | 1920                   |
| 28ª Exposição Geral de Belas Artes                      | 1921                   |
| 29ª Exposição Geral de Belas Artes                      | 21 de novembro de 1922 |
| 30ª Exposição Geral de Belas Artes                      | 1923                   |
| 31ª Exposição Geral de Belas Artes                      | 1924                   |
| 32ª Exposição Geral de Belas Artes                      | 1926                   |
| 33ª Exposição Geral de Belas Artes                      | 12 de agosto de 1927   |
| 34ª Exposição Geral de Belas Artes                      | 1928                   |
| 35ª Exposição Geral de Belas Artes                      | 1929                   |
| 36ª Exposição Geral de Belas Artes                      | 1930                   |
| 37ª Exposição Geral de Belas Artes                      | 12 de agosto de 1933   |
| 1º Salão Paulista de Bellas Artes                       | 25 de janeiro de 1934  |
| 7º Salão Paulista de Bellas Artes                       | 17 de dezembro de 1940 |
| 8º Salão Paulista de Bellas Artes                       | 1942                   |
| 9º Salão Paulista de Bellas Artes                       | 19 de abril de 1943    |
| 10º Salão Paulista de Bellas Artes                      | 19 de abril de 1944    |
| 50º Salão Nacional de Belas Artes                       | 1 de outubro de 1944   |
| 11º Salão Paulista de Bellas Artes                      | 19 de abril de 1945    |
| 1ª Exposição dos Pintores do Rádio                      | julho de 1954          |
| 6º Salão Municipal de Belas Artes                       | agosto de 1954         |
| 3ª Mostra de Arte                                       | 27 de maio de 1996     |
| Marinhas em Grandes Coleções Paulistas                  | 10 de agosto de 1998   |
| Cidade Maravilhosa: uma iconografia carioca - 1920/1980 | 2005                   |

Fonte: 